# Xuanfeng pao

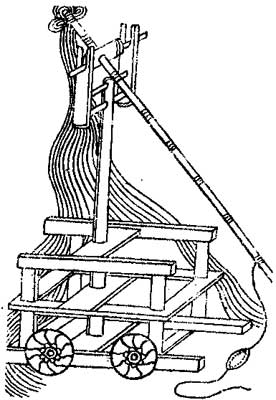
Een 7e-eeuwse xuanfeng uit de Tang-dynastie.

De xuanfeng pao 旋风砲 "wervelwindkatapult" is een slingerarm-artilleriewapen uit het oude China. De xuanfeng is net als alle andere artilleriewapens uit de oudheid en vroege middeleeuwen een katapult; een wapen dat gebruikmaakt van mechanische energie om projectielen weg te schieten.

## Geschiedenis

### Slingerarmkatapulten
Slingerarmkatapulten werden in de 4e eeuw v.Chr. uitgevonden in China en zijn gebaseerd op de stafslinger (Latijn: fustibalus), die weer is gebaseerd op het oeroude projectiel-handwapen de slinger. De eerste katapulten van dit type waren trekslingerarmkatapulten, waarbij het korte deel van de slingerarm door mankracht omlaag wordt getrokken. In de teksten van de Chinees filosoof Mozi uit circa 320 v.Chr. wordt een dergelijk apparaat beschreven. Slingerarmkatapulten werken volgens het hefboomprincipe en zijn mogelijk afgeleid van het irrigatiewerktuig sjadoef, dat volgens hetzelfde principe werkt. Via het Byzantijnse Rijk verscheen de trekslingerarmkatapult in de 6e eeuw ook in Europa. In het Nabije Oosten werd de xuanfeng pao "heksenhaar" genoemd.

### Xuanfeng pao

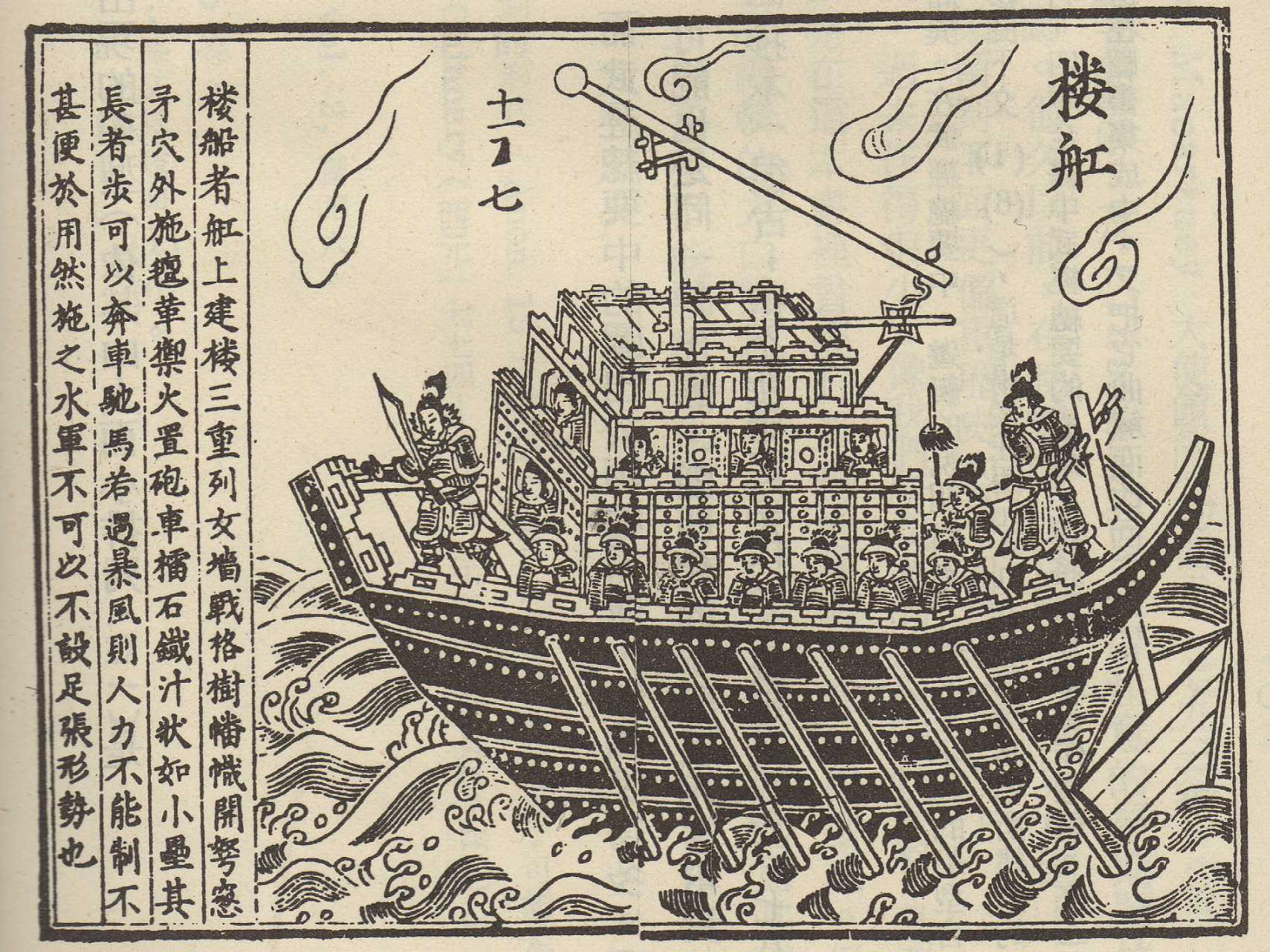
Een 11e-eeuws oorlogsschip uit de Song-dynastie met xuanfeng.

De xuanfeng pao was een doorontwikkeling van de eerste Chinese katapulten en werd waarschijnlijk tussen de 3e en 6e eeuw ten tijde van de Zes Dynastieën ontwikkeld. Deze relatief lichte trekslingerarmkatapult was eenvoudig te richten, snel herlaadbaar en zeer accuraat. Het bereik was afhankelijk van de grootte van de katapult en het aantal trekkrachten: dit kon variëren van een enkele trekkracht tot een trekploeg van meer dan honderd man. Een groot voordeel van de lichte xuanfeng pao ten opzichte van andere slingerarmkatapulten was dat deze relatief compact en in alle richtingen draaibaar was, waardoor het wapen vrijwel overal inzetbaar was; het werd zelfs op oorlogsschepen gemonteerd. De katapult had een enkele mast, waarvan de eenvoudigste variant met twee poten in de grond werd vastgezet. Zwaardere varianten hadden een rechthoekig open houten onderstel, eventueel met wielen. Er bestonden ook batterijen xuanfengs op een enkel onderstel. De katapult kon naast stenen ook een soort brandbommen wegslingeren; dit waren uitgeholde boomstammetjes, opgevuld met gloeiende kolen.

### Opvolgers
De xuanfeng pao was de lichtste Chinese trekslingerarmkatapult. Later verschenen de middelzware hudun pao en de zware sijiao pao. De laatste zou het zwaarste Chinese belegeringswapen blijven tot de Mongoolse verovering van China aan het einde van de Song-dynastie in de 13e eeuw, toen de Chinezen kennismaakten met de door de Mongolen gebruikte slingerarmkatapult met contragewicht. Dit was de trebuchet, die door de Chinezen huihui pao "moslimkatapult" werd genoemd.